# .45 Colt
Набій .45 Colt (метричне позначення: 11.48×33mmSR) є набоєм для ручної зброї випуску 1872. Це був набій з зарядом чорного пороху для револьвера Colt Single Action Army, але зараз він пропонується як набій рівня магнум для полювання. Набій був прийнятий армією США у 1873 і залишався на озброєнні військових протягом 14 років. Інколи він має позначення .45 Long Colt або .45LC, для розрізнення його від набою .45 S&W Schofield, тому що обидва використовувалися американською армією у один і той же період для M1887 Govt.

## Історія
Набій .45 Colt був спільною розробкою Colt's Patent Firearms Manufacturing Company з Гартфорд, Коннектикут та Union Metallic Cartridge Company з Бриджпорту, Коннектикут. Кольт розпочав роботу над револьвером у 1871 і представили зразок американській армії наприкінці 1872. Револьвер було прийнято у 1873.Набій є змащеним усередині. Набій .45 Colt замінив .50 caliber Model 1871 Remington однозарядний пістолет і різні капсульні револьвери перероблені під металеві набої. Хоча Кольт і був популярним, револьвер Smith & Wesson M1875 Army Schofield був схвалений як резервний, що створило логістичні проблеми для армії США. Револьвери S&W використовували набій .45 S&W Schofield, який був коротший, що також працювало на користь Кольта, тому що армійське револьвери S&W Schofield не могли використовувати довші набої .45 Colt, тому у середині 1880-х Франкфордський арсенал, на той час єдиний постачальник набоїв для ручної зброї армії США, призупинив виробництво .45 Colt на користь випуску набою .45 S&W. Пристосування військового набою .45 M1887 розв'язало проблему логістики в американській армії. Набій M1887 Govt було замінено .38 Long Colt у 1892. У 1909 набій .45 M1909 був випущений разом з револьвером Colt New Service. Цей набій ніколи не надходив у продаж і майже повністю схожий на оригінальний набій Кольта, окрім більшого діаметра фланця. Через більший фланець набій не можна використовувати у револьверах Кольта зі стрижневим екстрактором. Набій .45 Colt став популярним у зв'язку з ростом популярності змагання Cowboy Action. Також набій використовували у полюванні, а також у змаганні Metallic Silhouette Shooting з початку 1950-х з появою зброї з міцною рамкою. Популярність набою також пов'язана з появою зброї яка може вести вогонь набоями для дробовика .410 калібру, такі як Taurus Judge та S&W Governor. Сучасні кулі .45 Colt відрізняться від оригіналів і зараз вона має у діаметрі .451 (для куль з оболонкою) та .452 (для свинцевих куль). Набій .45 Colt став основою інших набоїв, таких як .454 Casull.

## Метальні заряди
Оригінальний набій .45 Colt мав заряд чорного пороху, але сучасні заряди використовують бездимний порох. Оригінальна зарядка чорного пороху мала вагу від 1,8 до 2,6 гр при вазі свинцевої кулі від 14,9 до 16,5 гр. Таки заряди давали дулову швидкість 320 м/с. Через свою потужність і чудову точність, набій .45 Colt був надпоширеним під час свого введення, змінивши .44 WCF (або .44-40 Winchester). Набій .45 Colt ніколи не використовували у гвинтівці .44-40 Winchester, хоча його можна було використовувати у револьвері і гвинтівці. Існували чутки, що ранній набій .45 Colt мав мінімальний фланець, через що викид порожніх гільз було ускладнено. Сучасні латунні гільзи мають фланець потрібного діаметра. Сучасні Вінчестери, Марліни та репліки не мають цих проблем майже через 100 років після своєї появи і зараз набій .45 Colt доступний для сучасних важільних гвинтівок. Хоча це і було одним з аргументів які пояснювали чому не існувало гвинтівок під набій .45 Colt, а насправді, Кольт не дозволяв використовувати іншим виробникам зброї набій .45 Colt. Потрібно було очікувати закінчення патенту на набій .45 Colt, щоб можна було використовувати їх у гвинтівках важільної дії або інших гвинтівках.Сучасні заводські заряди дають енергію 540 Дж з дуловою швидкістю приблизно 260 м/с, роблячи їх схожими на сучасні заряди набоїв .45 ACP. Існую заряди для змагання Cowboy Action Shooting які мають дулову швидкість 230 м/с. Інколи цей набій відносять до того ж класу, що і набій .44 Magnum. Ці заряди не можна використовувати з оригінальними Colt Single-Action Army або репліки, створені Uberti, Beretta, Taurus Gaucho або Ruger New Vaquero, тому, що ця зброя зроблена з більш тонкими стінками барабану. Такі набої можна використовувати у сучасних револьверах з великими рамками, такі як Ruger Blackhawk, Redhawk, Ruger Vaquero (помилково називають «Old Model», щоб відрізнити його від «New Model»), Thompson Center Contender або будь-яка зброя під набій .454 Casull. Сучасні гвинтівки (такі як Winchester Model 1894, Marlin Model 1894 та нові клони Winchester Model 1892) можуть використовувати більш потужні заряди.

## Використання
Кольт розпочав роботу над револьвером 1873 Single Action Army Model у 1871. Зразки набоїв для армійських випробувань були створені UMC, з використанням капсулів Benet cup; комерційні боєприпаси використовували капсуль типу Berdan, який мав загальні риси капсуля Boxer. Оригінальний заряд UMC мав 2,6 гр пороху та кулю вагою 16,5 гр. Пізніше зменшений до 2,3 гр пороху, а ще пізніше, для армії, до 1,8 гр. Набій .45 Colt залишається у користуванні 152 роки роки з часу випуску. Його використовують як мисливський на тварин таких як олень та чорний ведмідь. Потужніші зарядки можна використовувати проти тієї ж самої дичини, що і набій .44 Magnum. Деякі дерінджери з двома стволами продаються під набій .45 Colt і деякі з цих дерінджерів пристосовані під набій дробовика .410 калібру. Револьвери під калібр .410, такі як Taurus Judge та Smith & Wesson Governor, зазвичай підходять під набій .45 Colt. Як правило зараз найбільше використовують набій .45 Colt у змаганні Cowboy Action Shooting, де набій використовують для стрільби з оригінальних револьверів та реплік револьвера 1873 Colt Single-Action Army.Winchester, Marlin Firearms, Henry Repeating Arms, Chiappa Firearms, Rossi, Uberti, Cimarron Firearms та інші виробники випускають гвинтівки важільної дії під набій .45 Colt. Під цей набій Кольт продовжує випуск револьверів Single-Action Army, а також велику кількість реплік SAA сучасних конструкцій револьверів одинарної дії від Ruger.

## Вплив на інші набої
Набій .45 Colt став основою для більш потужного набою .454 Casull, набій .454 Casull має довшу і більш міцну гільзу. Будь-які револьвери під набій .454 Casull можуть використовувати набій .45 Colt, але не навпаки, через довжину гільзи Casull. Набій .460 S&W Magnum подовжена версія набою .454 Casull та набою .45 Colt. Також револьвери .460 Magnum можуть використовувати обидва цих набої, але не навпаки.

## Галерея

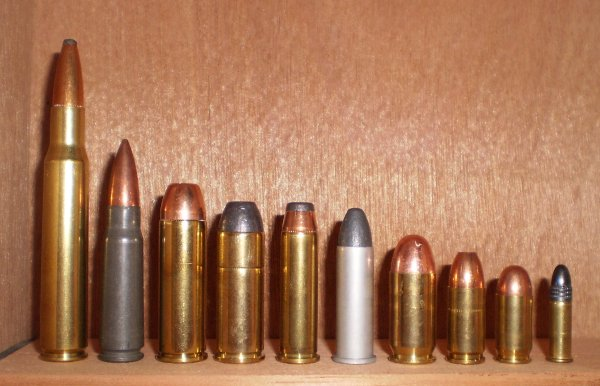
Набій .45 Colt